# Avon Championships of Chicago 1982
Avon Championships of Chicago 1982  — жіночий тенісний турнір, що проходив на закритих кортах з килимовим покриттям Rosemont Horizon у Чикаго (США). Належав до Avon Championships Circuit 1982. Відбувся водинадцяте і тривав з 25 січня до 31 січня 1982 року. Перша сіяна Мартіна Навратілова здобула титул в одиночному розряді й отримала за це 30 тис. доларів США.

## Фінальна частина

### Одиночний розряд
Мартіна Навратілова —  Венді Тернбулл 6–4, 6–1
- Для Навратілової це був 3-й титул в одиночному розряді за сезон і 58-й — за кар'єру.

### Парний розряд
Мартіна Навратілова /  Пем Шрайвер —  Розмарі Казалс /  Венді Тернбулл 7–5, 6–4

## Розподіл призових грошей
| Дисципліна       | П       | F       | ПФ     | ЧФ     | 1/8    | 1/16   |
| Одиночний розряд | $30,000 | $15,000 | $7,350 | $3,600 | $1,900 | $1,100 |